# Cuartavisión
Cuartavisión fue un canal de televisión abierta chileno de carácter regional, con sede en La Serena. Emitía para La Serena y Coquimbo como canal de televisión por suscripción en la cableoperadora VTR, y por televisión abierta para Andacollo y Ovalle.
Sus estudios y centro de operaciones estaban ubicados en la calle Bartolomé Blanche 3474 (Actual estudio de Thema Television), y otro estudio en Avenida Francisco de Aguirre 140 (Rendermax Audiovisual), ambos en La Serena.
Cuartavisión tuvo una alianza de intercambio de información con el canal CNN Chile.

## Historia
El canal recibe programación realizada por Thema Producciones y Rendermax Audiovisual, además de segmentos noticiosos producidos por Minera Los Pelambres y Ovalle Televisión.
CuartaVisión inició sus transmisiones a mediados de 2006 en un proceso que sería meramente el cambio de nombre, pues gran parte de la programación que poseía Canal V La Serena-Coquimbo se trasladó al nuevo canal que ocuparía su señal.
En 2008 el canal transmitió por primera vez el festival de la Pampilla de Coquimbo en vivo, gracias a la instalación de una antena transmisora en la Cruz del Tercer Milenio que retransmitía el canal para su emisión en La Serena por televisión abierta.
En 2013, Cuartavisión fue relanzado como Vive! TV Chile en VTR, mientras que su señal por televisión abierta en Ovalle, La Serena y Coquimbo fue reemplazada por Thema Televisión.

## Programación
- Cuartavisión noticias: noticiero regional, iniciado en agosto de 2008. Los fines de semana se emite un resumen noticioso.
- Agenda regional: programa de conversación y actualidad, conducido en la actualidad por Ignacio Pinto. Anteriormente conducido por Sergio Aguilera, Carlos Thenoux y Rodrigo Gutiérrez.
- Themas de familia: magazine, conducido por Lucía Araya.
- Tomo la palabra: magazine y música, conducido por Andrés Miranda. Programa iniciado en agosto de 2007.
- Paracaídas: entretención, conducido por Horacio Pinto y Paz Salazar.
- Mp3, Mujeres por tres: datos, conducido por Eileen Folch, Claudia Cornejo y Daniela Álvarez, iniciado en octubre de 2007.
- La brújula: magazine y datos, conducido por Daniel Veloz y Karina Alfaro. Programa iniciado el 3 de enero de 2008.
- Una belleza nueva: cultura y conversación, conducido por Cristián Warnken. Emitido también en Televisión Nacional de Chile y ARTV.
- Sala regional: cine, emitido los fines de semana.
- Sólo música: videoclips de todas las épocas y artistas.
- Especial musical: selección de videoclips de un artista.
- Ve noticias: noticiero regional, conducido anteriormente por Darwin Cortés y en la actualidad por Rodrigo Gutiérrez. Los fines de semana se emite un resumen noticioso, conducido por Ignacio Pinto.
- Te invito un café: conversación, conducido por Sergio Aguilera.
- Ficha clínica: salud y reportajes, conducido por Gonzalo Mery para rendermax
- Arte y cultura de Iquique: reportajes, desarrollado por NorTV, señal local de VTR para la ciudad de Iquique.
- La Serena Open 2008: tenis, emitido desde el club de campo La Serena Golf, y conducido por Rodrigo Gutiérrez.
- Programa piloto: conversación, producido por Rendermax.
- Metro cuadrado: arquitectura regional, conducido por Álvaro Valdivia por Rendermax.
- Ganadores: deportes, producido por Rendermax.
- Ve deportes: deportes, conducido por Rodrigo Gutiérrez.
- Especial Pampilla de Coquimbo 2006: entretención, conducido por Sergio Aguilera y Lucía Araya.
- Paracaídas 2: actualidad y sociedad. Conducido por Daniel Veloz y Karina Alfaro. Producido por Rendermax.

## Animadores y figuras
- Juan Carlos Thenoux Ciudad
- Ignacio Sancho
- Ignacio Pinto
- Rodrigo Gutiérrez
- Lucía Araya
- Sergio Aguilera
- Edgar Rojas
- Félix Jacob
- Daniel Veloz
- Karina Alfaro
- Darwin Cortés Palma